# Сессе
Сессе́ (фр. Cesset) — коммуна во Франции, находится в регионе Овернь. Департамент коммуны — Алье. Входит в состав кантона Сен-Пурсен-сюр-Сиуль. Округ коммуны — Мулен.
Код INSEE коммуны — 03049.

## Население
Население коммуны на 2008 год составляло 370 человек.
| 1962 | 1968 | 1975 | 1982 | 1990 | 1999 | 2008 |
| ---- | ---- | ---- | ---- | ---- | ---- | ---- |
| 262  | 332  | 337  | 321  | 292  | 353  | 370  |

## Экономика
В 2007 году среди 235 человек в трудоспособном возрасте (15—64 лет) 165 были экономически активными, 70 — неактивными (показатель активности — 70,2 %, в 1999 году было 70,9 %). Из 165 активных работали 149 человек (79 мужчин и 70 женщин), безработных было 16 (9 мужчин и 7 женщин). Среди 70 неактивных 22 человека были учениками или студентами, 23 — пенсионерами, 25 были неактивными по другим причинам.